# Пиллар фон Пильхау
Пиллар фон Пильхау (Пилар фон Пильхау, Pil(l)ar von Pilchau) — баронский род остзейского дворянства, известный с XVI века.
Из Силезии предки его в конце XVII века переселились в Швецию, а затем в Прибалтийский край, где род попал в дворянские матрикулы Эстляндской губернии и острова Эзель.
Графский титул и фамилию Коцебу в 1878 году дозволено барону Фёдору Пиллар фон Пильхау присоединить к его фамилии и именоваться граф Коцебу Пиллар фон Пильхау.

## Основные представители
- Пиллар, Егор Максимович (1767—1830), российский командир эпохи наполеоновских войн, генерал-майор.

- Пилар фон Пильхау, Густав Фёдорович (1793—1862) — генерал-лейтенант, директор Департамента военных поселений.
  - Пилар фон Пильхау, Николай Густавович (1831—1886) — генерал-лейтенант, сын предыдущего.
  - Пилар фон Пильхау, Фёдор Густавович (1835 — после 1862) — майор, георгиевский кавалер, герой штурма Карса в 1855 году, брат предыдущего.

- Пилар фон Пильхау, Карл Фёдорович (1791—1861) — генерал-лейтенант, командующий 1-й уланской дивизией, брат Г. Ф. Пилара фон Пильхау.
  - Коцебу-Пиллар-фон-Пильхау, Фёдор Карлович (1848—1911) —генерал от кавалерии (1910), сын предыдущего.

- Пилар фон Пильхау, Адольф Константин Якоб (1851—1925) — балтийский государственный деятель.
- Пилляр, Роман Александрович (1894 — 2 сентября 1937) — комиссар государственной безопасности 2-го ранга (1935), двоюродный племянник Ф. Э. Дзержинского; расстрелян.

## Описание герба
В голубом поле на зеленой земле серебряный пеликан, кормящий своей плотью трех птенцов, клювы и лапы золотые.
Щит увенчан некоронованным дворянским шлемом.
Нашлемник — серебряный пеликан, кормящий своей плотью трех птенцов. Намет голубой с серебром.